# Jelena Tjausova
Jelena Petrovna Tjausova (ryska: Елена Чаусова), född 26 juni 1981 i Volgograd, Sovjetunionen, är en rysk tidigare handbollsspelare (mittnia).

## Klubbkarriär
Som barn spelade Jelena Tjausova volleyboll, men en tvist med tränaren gjorde att hon slutade. Efter ett möte med handbollstränaren Olga Jurjevna Lebedeva valde hon att spela handboll istället. Hon spelade för Volgograd-lagen, först laget Ryssland, sedan Rotor och slutligen i Akva Volvograd där hon spelade vid VM 2001. Under lång tid valde hon själv var hon skulle spela i laget, som kantspelare eller på nio meter. Hennes tränare var bland andra Levon Akopjan.

## Landslagskarriär
Jelena Tjausova blev silvermedaljör i U19-EM med det ryska ungdomslandslaget 2000: Det ryska laget besegrade Kroatien i semifinalen med 42-28 och Tjausova gjorde nio mål. I finalen förlorade sedan Ryssland mot Rumänien med 28-30. 2001 vann hon  med Ryssland U20-VM i Ungern. I finalen besegrade ryskorna Ungern med 29-27. Vid den turneringen var Tjausova lagkapten. Hon gjorde 60 mål och kom in i all star team. Samma år 2001 vann hon sedan också senior-VM, när Ryssland besegrade Norge i finalen.
2002 avslutade Tjausova oväntat sin spelarkarriär. Orsaken var ständiga skador men mest kanske en önskan om mer familjeliv. efter att hon gift sig. Hennes sista mästerskap blev EM 2002, där Ryssland kom på fjärde plats. 

## Meriter
- VM-guld 2001 i Italien